# Sznyrów
Sznyrów (ukr. Шнирів) – wieś na Ukrainie w rejonie złoczowskim należącym do obwodu lwowskiego.
Do 2020 w rejonie brodzkim. 

## Położenie
Na podstawie Słownika geograficznego Królestwa Polskiego i innych krajów słowiańskich: Sznyrów to wieś w powiecie brodzkim, 12 km na północ od Brodów.